# Třetí vláda Wilhelma Marxe
Třetí vláda Wilhelma Marxe byla vláda Německé říše v období Výmarské republiky působící od 18. května 1926 do 1. února 1927.
Vláda měla 10 (později 11) členů. Jednalo se o koalici Centra, Bavorské lidové strany (BVP), Německé lidové strany (DVP) a Německé demokratické strany (DDP). Jednalo se o menšinový kabinet (171 křesel v 493 členném sněmu), který byl tolerován sociálními demokraty.

## Vznik vlády
Předchozí kabinet vedený Hansem Lutherem položily neshody o používání vlajky (tzv. aféra ohledně nařízení o státní vlajce). Luther resignoval 13. května 1926 a odmítl dále vést vládu do doby než se vytvoří nová. Na jeho místo nastoupil ministr obrany Otto Geßler, ale sociální demokraté odmítli tolerovat menšinový kabinet jím vedený. O sestavení vlády byl požádán Konrad Adenauer, člen Centra a starosta Kolína. Adenauer nesouhlasil s pokračováním menšinového kabinetu a pokusil se stavit většinovou vládu za účasti SPD. Narazil ale u DVP, která tuto možnost 15. května rezolutně odmítla. Ještě ten večer proběhla intenzivní jednání mezi lidovci (DVP) a katolíky z Centra ohledně budoucího uspořádání a možnosti složení většinového kabinetu. Oba tábory souhlasily den na to, že vznikne menšinový kabinet, který ale bude usilovat o získání většiny za pomoci stran, které budou souhlasit se stávajícími mezinárodními dohodami a se současným směřováním republiky. Obecným usnesením si lidovci otevřeli cestu pro potenciální vstup nacionalistů z DNVP do vlády, Centrum a DDP zase mohlo doufat, že se v brzké době přidají sociální demokraté. Na post kancléře byl lidovci navrhnut Wilhelm Marx z Centra, který již v čele vlády stál (listopad 1923 − leden 1925). Všichni ministři z předchozí vlády si udrželi své posty. Ministerstvo pro okupovaná území a ministerstvo spravedlnosti bylo ponecháno volné pro budoucího koaličního partnera. Dočasně obě ministerstva vedl kancléř.

## Domácí politika

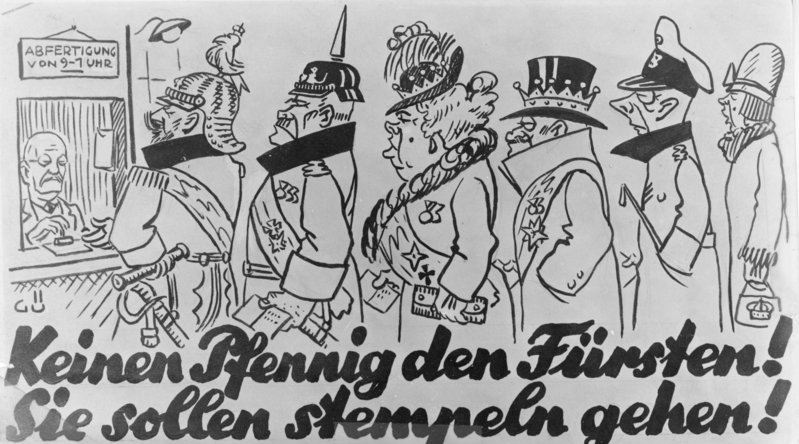
Plakát proti odškodnění šlechty v Německu

Vláda zdědila po předchozím kabinetu otázku vyvlastnění majetku šlechtických rodů. Na jedné straně stáli socialisté, kteří požadovali vyvlastnění majetku bez náhrady a použití získaných prostředků pro nezaměstnané, válečné invalidy a oběti hyperinflace. Na druhé straně liberálové chtěli celý problém řešit v rámci platného práva, vytvořit zvláštní soud a paušálně platit šlechtě za odebraný majetek. Komunisté a sociální demokraté dokázali v lednu 1926 sehnat dostatek podpisů, aby mohlo být vypsáno referendum. Termín byl stanoven na 20. července 1926. Vláda se z počátku snažila vystupovat neutrálně, byla ale nakonec dotlačena k prohlášení. Kabinet označil konfiskaci majetku šlechty za akt neslučitelný s ochranou soukromého vlastnictví. Samotný prezident Hindenburg označil vyvlastnění jako krok proti struktuře právního státu. Oba projevy vyvolaly u socialistů velkou vlnu nevole. Referendum nakonec dopadlo ve prospěch vlády. Přes 96% účastněných sice hlasovalo pro vyvlastnění, ale volební účast byla pouze 39%, což učinilo referendum neplatným. Místo toho měl být schválen návrh postupu, jak ho požadovali liberálové. Potřeba ale bylo 2/3 směnu, kterou menšinová vláda neměla. Nepodařilo se jí dosáhnout dohody s SPD ani po mnoha ústupcích a celý kompromisní návrh liberálů padl. Vládě bylo jasné, že v dohledné době nedojde k rozšíření menšinového kabinetu o sociální demokraty ani o nacionalisty, a tak provedla přípravy pro pokračování menšinové vlády. Neobsazená ministerstva spravedlnosti a okupovaných území přebral jako pověřená osoba Johannes Bell z Centra.
Z ekonomického hlediska se vláda musela vypořádat s probíhající hospodářskou krizí. Předchozí Lutherův kabinet dokázal prosadit snížení daní z obratu či zrušit daně na víno a luxusní zboží. Byla i dojednána dohoda o dodávce průmyslového zboží do Sovětského svazu za 300 miliónů marek. Podpora ale sklouzla k dotování problémových podniků, průmyslových odvětví, hospodářských regionů a skupin obyvatelstva. Marxova vláda přišla s programem na vytváření pracovních míst. Cílem bylo využít volné výrobní kapacity na zakázky pro veřejný sektor. Plán počítal se zakázkami pro německé dráhy a německou poštu, s výstavbou městských bytů a zemědělských osad. Investice putovaly do oblastí, které byly řídce zalidněné (např. Východní Prusko) nebo se po úpravě hranic staly hraničními (Slezsko a Poznaňsko-Západní Prusko). Ekonomiku se podařilo oživit a na podzim 1926 začal nový hospodářský růst.

## Zahraniční politika
Po fiasku v březnu 1926 se Německo dočkalo oficiálního přijetí do Společnosti národů (SN) 10. září 1926. Ministr zahraničí Stresemann se na základě Locarnských dohod pustil do vyjednávání s Francií a Belgií s cílem ukončit okupaci Porýní. Tajně se potkal s francouzským ministrem zahraničí Briandem v Thoiry a předběžně se dohodl na narovnání německo-francouzských vztahů. Okupace Porýní měla být do jednoho roku ukončena výměnou za dluhopisy německých drah v hodnotě až 2 miliard marek. Sársko mělo projít reorganizací a připojení k Německu bez jakéhokoliv referenda. Němci na oplátku měli za sárské doly zaplatit Francii 300 miliónů marek. Pokračovat měly i rozhovory s Belgií o předání oblasti Eupen a Malmédy.
V Berlíně byla dohoda přijata se smíšenými pocity. Ministr hospodářství Curtius vyjádřiv velké obavy z finanční zátěže, která z ujednání z Thoiry plynula. Připustil, že úplné osvobození okupovaných území odůvodňuje mimořádnou ekonomickou oběť. Současně však upozorňoval na „děsivě velké množství peněz, které Německo potřebuje ze zahraničí“, na již rostoucí platební závazky v důsledku Dawesova plánu. Poslední slovo měli Američané, kteří do německého hospodářství pumpovali nemalé částky. USA využily celé situace a svůj souhlas podmínili schválení americko-francouzské dluhové dohody, kterou se vláda v Paříži zdráhala přijmout. Francouzi dohodu neschválili, a tak celá úmluva z Thoiry padla. Stresemann byl přinucen se vrátit k politice malých kroků.
Dalším dílčím cílem se stalo zrušení vojenského dozoru nad německým územím a institucemi. Trnem v oku byla Němcům především Mezidohodová vojenská kontrolní komise (německy: Interalliierte Militär-Kontrollkommission, IMKK), která dohlížela na odzbrojení armády, počty a výcvik vojáků či likvidaci opevnění na západě země. Vláda měla odzbrojení za dokončené a doufala v brzké rozpuštění komise. V červenci a srpnu 1926 ale komise vydala seznam bodů, které Němci stále neplnili. Na jednání mezi IMKK, velvyslanci a německými experty Stresemann s poukazem na tlak německého veřejného mínění a rovnoprávné postavení Německa ve Společnosti národů požádal, aby byla IMKK co nejdříve rozpuštěna. V prosinci na zasedání SN došlo k dohodě. IMKK měla být na konci ledna 1927 zrušena a její pravomoci přešly přímo na SN. K posunu v tématu odsunu okupačních vojsk sice nedošlo, ale Němci brali zrušení komise jako první úspěšný krok v cestě za znovu nabití svých území.

## Konec vlády
Kabinet položilo odhalení ilegálních aktivit německé armády. Na veřejnost se dostaly informace upozorňující na napojení Reichswehru na krajně pravicové polovojenské organizace Wehrwolf a Der Stahlhelm a tajnou spolupráci s Rudou armádou. Sociální demokraté po zveřejnění 9. prosince 1926 odmítli dále tolerovat menšinový kabinet. Vláda se pokusila celou situaci zachránit a dojednat vstup sociálních demokratů do vlády. Jednání ztroskotala na požadavku SPD na dobrovolné resignaci vlády, která měla předcházet vstupu SPD do vlády. Den na to vyhlásili sociální demokraté hlasování o nedůvěře vládě a pomocí hlasů komunistů a nacionalistů ji položili. Vláda byla u moci pouhých 214 dní. Nový kabinet vznikl 29. ledna 1927 opět pod vedením kancléře Marxe, tentokrát ale za účasti nacionalistů.

## Seznam členů vlády

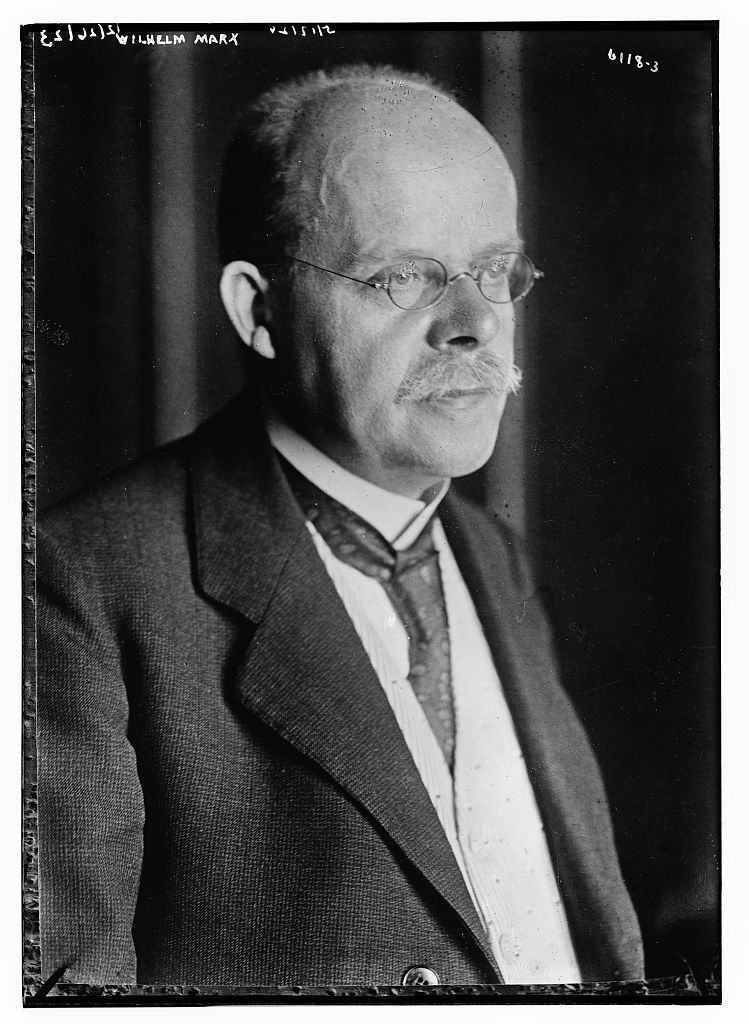
Kancléř Wilhelm Marx

Post vicekancléře nebyl obsazen.
| Portfej                    | Ministr                       | Strana | Strana  | Nástup do úřadu   | Odchod z úřadu    |
| -------------------------- | ----------------------------- | ------ | ------- | ----------------- | ----------------- |
| říšský kancléř             | Wilhelm Marx                  |        | Centrum | 18. května 1926   | 1. února 1927     |
| zahraničí                  | Gustav Stresemann             |        | DVP     | 18. května 1926   | 1. února 1927     |
| vnitro                     | Wilhelm Külz                  |        | DDP     | 18. května 1926   | 1. února 1927     |
| finance                    | Peter Reinhold                |        | DDP     | 18. května 1926   | 1. února 1927     |
| hospodářství               | Julius Curtius                |        | DVP     | 18. května 1926   | 1. února 1927     |
| práce                      | Heinrich Brauns               |        | Centrum | 18. května 1926   | 1. února 1927     |
| ozbrojené síly             | Otto Geßler                   |        | DDP     | 18. května 1926   | 1. února 1927     |
| justice, okupované oblasti | Wilhelm Marx pověřen řízením  |        | Centrum | 18. května 1926   | 17. července 1926 |
| justice, okupované oblasti | Johannes Bell pověřen řízením |        | Centrum | 17. července 1926 | 1. února 1927     |
| výživa a zemědělství       | Heinrich Haslinde             |        | Centrum | 18. května 1926   | 1. února 1927     |
| pošty                      | Karl Stingl                   |        | BVP     | 18. května 1926   | 1. února 1927     |
| doprava                    | Rudolf Krohne                 |        | DVP     | 18. května 1926   | 1. února 1927     |